# Erik Hoffmann
Erik Andersen Hoffmann (8. august 1895 i København – 17. oktober 1966) var en dansk officer, gift med Vera Lense-Møller.

## Karriere
Han var søn af artillerikaptajn H.F.A. Andersen (død 1926) og hustru Edvarda født Dalberg, senere gift Hoffmann (død 1943), og blev student fra Frederiksborg Statsskole 1912. Hoffmann blev premierløjtnant i artilleriet 1916 og tildelt H.M. Kongens Æressabel samme år. Han gennemgik Hærens Officersskoles specialklasses artillerikursus 1920-22 og generalstabskursus 1922-24, blev kaptajn 1929, var på det tyske krigsakademi 1937-38, var kontorchef i Krigsministeriet 1938-39, blev oberstløjtnant 1939 og chef for 7. artilleriafdeling samme år. 1945 blev han chef for 2. artilleriafdeling, oberst 1946, stod til rådighed for Den Danske Brigade i Tyskland 1947, blev chef for IV feltartilleriregiment og garnisonskommandant i Wilhelmshaven samme år, chef for 1. feltartilleriregiment 1949, for jydske luftværnsregiment 1951 og slutteligt generalmajor og chef for region II og for 2. division 1952.

## Hæder og tillidshverv
Hoffmann var Kommandør af 1. grad af Dannebrogordenen, Dannebrogsmand og bar Hæderstegnet for god tjeneste ved Hæren. Han var æresmedlem af Aalborg Garnisons Officersforening og af bestyrelsen for 1. Feltartilleriregiments Jubilæumsfond, var medlem af ærespræsidiet for Internationalt Studentercenter, Hald og medlem af præsidiet for Viborg-Regattaen.
Han skrev forskellige artikler om forsvarssagen i militære tidsskrifter samt pjecen Danmarks Forsvar.

## Ægteskaber
Hoffmann blev gift 1. gang 1. november 1919 (ægteskabet opløst) med Helga Ingeborg Westergaard (13. januar 1890 i Esbjerg - ?), datter af vandbygningsdirektør Viggo Westergaard og hustru Ingeborg født Lütken-Janssen; 2. gang blev han gift 1943 (ægteskabet opløst) og 3. gang 13. november 1953 med skuespillerinde Vera Lense-Møller, født Hansen (7. april 1904 i København - 19. oktober 1990), datter af slagtermester A. Hansen og hustru Jacobine født Kirschner.